# Chideock
Chideock (/ˈtʃɪdək/) est un village et une paroisse civile situé dans le sud-ouest du comté de Dorset, dans le sud de l'Angleterre. Situé entre les villes de Bridport et de Lyme Regis, le village se trouve en bord de mer. En 2013, le Conseil du comté de Dorset (en) estime la population de Chideock à 550 habitants.
L'économie de Chideock repose essentiellement sur l'agriculture et le tourisme. La paroisse se trouve sur le littoral du Dorset et de l'est du Devon, un site inscrit au patrimoine mondial de l'UNESCO.
Durant la quasi-totalité de son histoire, Chideock est de tradition catholique ; à la fin du XVIe siècle, quatre hommes originaires de Chideock sont exécutés pour leur croyance. Un mémorial rend aujourd'hui hommage à ces « martyrs de Chideock ».
La route nationale 35 (en) passe à travers le village, ce qui signifie que la rue principale de Chideock accueille régulièrement un trafic important.

## Histoire
Le village est mentionné pour la première fois en 1086 dans le Domesday Book sous le nom de « Cidihoc ». En 1379–80, John de Chideock, un Lord féodal, fait construire le château de Chideock juste au nord du village,,. Au Moyen-Âge, le château appartient à la famille catholique Arundell, qui se sert du bâtiment pour fournir un toit à des prêtres et des fidèles durant diverses périodes de persécutions religieuses. Lors du règne d'Élisabeth Ire, le domaine des Arundell devient la principale propriété catholique du Dorset. Une importante querelle religieuse a lieu dans la région ; quatre hommes catholiques (John Cornelius (en), Thomas Bosgrave, John Carey et Patrick Salmon) sont livrés aux martyre à la fin du XVIe siècle. Leur procès a lieu dans le bâtiment qui abrite aujourd'hui l'Hôtel de ville de Chideock et les quatre hommes sont exécutés à Dorchester. Ils sont aujourd'hui appelés « les martyrs de Chideock »,. Un cinquième homme, Hugh Green, est exécuté après procès en 1642. Tous les cinq ont été béatifiés le 15 décembre 1929.
Au cours de la Première révolution anglaise, Chideock est un bastion royaliste, et le château change de propriétaire plusieurs fois avant d'être laissé à l'abandon en 1645 par les forces parlementaires dirigées par le colonel Ceeley,,, Gouverneur de Lyme Regis. Le Chideock House Hotel a probablement abrité les quartiers généraux du Général Fairfax lorsque ce dernier a planifié l'attaque du château. Certaines parties du château sont restées debout jusqu'en 1733, mais seulement une partie des douves est visible aujourd'hui. Le château est accessible par la Ruins Lane ; son emplacement est repéré par un crucifix érigé en hommage aux martyrs,.

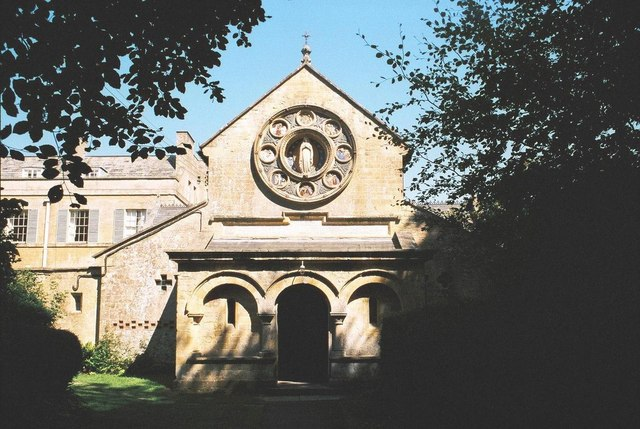
L'église Saint-Ignace et Notre-Dame des Martyrs de Chideock

La famille catholique Weld, originaire du château de Lulworth, succède aux Arundells en 1802 et fait construire le Chideock Manor en 1810. En 1870–72, Charles Weld conçoit et fait construire l'église catholique romaine de Chideock dans un style néo-roman inhabituel pour l'époque. L'église est dédiée à Notre-Dame des Martyrs ainsi qu'à Saint-Ignace.

## Politique
Chideock se trouve dans le ward de Chideock and Symondsbury, qui comprend la plupart des localités côtières situées entre Charmouth et West Bay ainsi qu'une partie de l'arrière-pays de Symondsbury. Ce ward compte 1 745 habitants et est rattaché à la circonscription de West Dorset, actuellement représentée au parlement britannique par le conservateur Oliver Letwin.

## Géographie
Chideock est situé dans le district du West Dorset, à environ 4 kilomètres à l'ouest de Bridport, à 8 kilomètres à l'est de Lyme Regis et à 1,21 kilomètre de la côte. La paroisse comprend le hameau côtier de Seatown, qui se situe à moins d'1,6 km au sud sur le littoral du Dorset et de l'est du Devon, un site inscrit au patrimoine mondial de l'UNESCO. Seatown possède une plage de galets offrant une vue sur le Golden Cap (en), la plus haute falaise (191 mètres) de la côte sud de l'Angleterre. Des ammonites et des bélemnites fossilisées peuvent être trouvées sur la plage à cause de l'érosion côtière continue de l'argile constituant les falaises.

## Démographie
En 2013, le Conseil du comté de Dorset (en) estime la population de Chideock à 550 habitants.
L'évolution de la population de la paroisse entre 1921 figure dans le tableau suivant :
| Recensement de la population de Chideock entre 1921 et 2001 (sauf 1941) | Recensement de la population de Chideock entre 1921 et 2001 (sauf 1941) | Recensement de la population de Chideock entre 1921 et 2001 (sauf 1941) | Recensement de la population de Chideock entre 1921 et 2001 (sauf 1941) | Recensement de la population de Chideock entre 1921 et 2001 (sauf 1941) | Recensement de la population de Chideock entre 1921 et 2001 (sauf 1941) | Recensement de la population de Chideock entre 1921 et 2001 (sauf 1941) | Recensement de la population de Chideock entre 1921 et 2001 (sauf 1941) | Recensement de la population de Chideock entre 1921 et 2001 (sauf 1941) | Recensement de la population de Chideock entre 1921 et 2001 (sauf 1941) | Recensement de la population de Chideock entre 1921 et 2001 (sauf 1941) | Recensement de la population de Chideock entre 1921 et 2001 (sauf 1941) | Recensement de la population de Chideock entre 1921 et 2001 (sauf 1941) | Recensement de la population de Chideock entre 1921 et 2001 (sauf 1941) | Recensement de la population de Chideock entre 1921 et 2001 (sauf 1941) |
| Année du recensement                                                    | 1921                                                                    | 1931                                                                    | 1951                                                                    | 1961                                                                    | 1971                                                                    | 1981                                                                    | 1991                                                                    | 2001                                                                    |                                                                         |                                                                         |                                                                         |                                                                         |                                                                         |                                                                         |
| ----------------------------------------------------------------------- | ----------------------------------------------------------------------- | ----------------------------------------------------------------------- | ----------------------------------------------------------------------- | ----------------------------------------------------------------------- | ----------------------------------------------------------------------- | ----------------------------------------------------------------------- | ----------------------------------------------------------------------- | ----------------------------------------------------------------------- | ----------------------------------------------------------------------- | ----------------------------------------------------------------------- | ----------------------------------------------------------------------- | ----------------------------------------------------------------------- | ----------------------------------------------------------------------- | ----------------------------------------------------------------------- |
| Population                                                              | 548                                                                     | 542                                                                     | 610                                                                     | 559                                                                     | 560                                                                     | 650                                                                     | 690                                                                     | 600                                                                     |                                                                         |                                                                         |                                                                         |                                                                         |                                                                         |                                                                         |
| Source : Conseil du comté de Dorset                                     |                                                                         |                                                                         |                                                                         |                                                                         |                                                                         |                                                                         |                                                                         |                                                                         |                                                                         |                                                                         |                                                                         |                                                                         |                                                                         |                                                                         |

Les statistiques du recensement de 2011 (en) à Chideock ont été publiés avec ceux de la paroisse voisine de Stanton St Gabriel. Au total, les deux paroisses comprennent 686 habitants.

## Transport
La route nationale 35 (en) passe à travers le village. En 1997, Chideock est le premier village de Grande-Bretagne à bénéficier de l'installation de deux radars routiers en réponse à la vitesse excessive. L'association National Trust for Places of Historic Interest or Natural Beauty refuse de rattacher au réseau routier les terres qu'elle détient au nord du Golden Cap, rappelant leur importance au sein du patrimoine naturel local. Le 4 mai 2010, un mouvement de protestation contre la mauvaise desserte routière de la région est entrepris par les habitants ; une heure par semaine, les piétons bloquent la route au centre du village. Ces manifestations durent un an et aboutiront peut-être à l'interdiction des poids lourds dans le village.

## Personnalités liées au village
- L'homme politique britannique Frederick Weld, Premier ministre de Nouvelle-Zélande de 1864 à 1865, est mort à Chideock en 1891.